# Zach Braxton
Zachary Hogan "Zach" Braxton (Minneapolis, Minnesota, 12 de octubre de 1995) es un baloncestista estadounidense que pertenece a la plantilla del ECE Bulls Kapfenberg de la ÖBB, la primera división del baloncesto austriaco. Con 2,06 metros de estatura, juega en la posición de ala-pívot.

## Trayectoria deportiva

### Universidad
Jugó cuatro temporadas con los Wildcats de la Universidad Estatal de Weber, en las que promedió 9,7 puntos y 6,1 rebotes por partido. En 2018 fue incluido en el tercer mejor quinteto de la Big Sky Conference.

### Profesional
Tras no ser elegido en el Draft de la NBA de 2019, firmó su primer contrato profesional con el ECE Bulls Kapfenberg de la ÖBB, la primera división del baloncesto austriaco. en su primera temporada en el equipo, y hasta el parón por el coronavirus promedió 9,3 puntos y 5,5 rebotes por partido.